# اوتروکوویتسه
اوتروکوویتسه (به چکی: Otrokovice) یک منطقهٔ مسکونی و شهرستان دارای شهرک در جمهوری چک است که در ناحیه زلین واقع شده‌است. اوتروکوویتسه ۱۸٬۷۴۸ نفر جمعیت دارد.

## خواهرخوانده
شهر دوبنیتسا ناد واهم خواهرخواندهٔ اوتروکوویتسه هست.